# 克劳迪奥·科斯塔
克劳迪奥·科斯塔（義大利語：Claudio Costa，1963年9月26日—），意大利男子自行车、田径运动员。他曾代表意大利参加1988年、1992年、1996年和2000年夏季残疾人奥林匹克运动会，获得二枚金牌、一枚银牌和三枚铜牌。